# Charles Couzinet
Jean Jules Armand Charles Couzinet, né le 24 janvier 1840 à Barcelone et mort le 21 octobre 1906 à l'hôpital de Libreville (Gabon), était un administrateur colonial français.

## Biographie
Lorsqu'il est décoré de la Légion d'honneur en 1881, il était chef du secrétariat particulier du Ministre de l'Intérieur. 
Il sert en tant que gouverneur du  Sénégal de 1893 à 1895 en remplacement de Henri Roberdeau. Il est remplacé à Dakar par Louis Mouttet.
Après un court séjour en France, il décède à l'hôpital de Libreville le 21 octobre  1906.